# Contesse
Contesse (e Cuntissi in dialetto messinese) è una frazione della II Circoscrizione del comune di Messina, posta a circa 4,5 km, a Sud dal centro cittadino. È sede della II circoscrizione e fino al 2005 era sede del IV Quartiere - Della Calispera.
Lungo la ex Strada statale 114 Orientale Sicula (oggi via Adolfo Celi) sorgono numerose attività commerciali di diversa tipologia, che fanno di Contesse un polo commerciale ed artigianale.

## Origine del nome
Il termine deriva da tre nobildonne messinesi, le contesse Beatrice, Eleonora e Violante, che nel villaggio avevano posto la loro residenza, facendo costruire la chiesa della "Calispera". 

## Storia
Del casale di Contesse si hanno notizie già nel XIII secolo allorché venne costruita la chiesa della Calispera. Dalla seconda metà del XIX secolo, alcuni industriali che nel villaggio avevano impiantato le loro fabbriche di essenze e derivati agrumari, elessero Contesse come loro residenza, costruendo delle ville che oggi fanno parte del patrimonio comunale.
La crisi delle attività legate all'agrumicoltura e alla coltivazione del gelsomino, iniziata verso la fine degli anni '60 del XX secolo, cambiò il volto del villaggio, che da agricolo divenne zona di grande espansione edilizia e commerciale.
Nelle campagne dapprima intensamente coltivate ad ortaggi, agrumi e gelsomini, oltre ad un buon allevamento del bestiame, sorsero dei grossi fabbricati residenziali, insieme ai villaggi CEP e UNRRA. La chiesa della Calispera fu costruita su terreni donati dalla famiglia Raymondo.

## Monumenti e luoghi d'interesse

### Architetture religiose
- Parrocchia di Santa Maria Immacolata;
- Chiesa della Calispera (secolo XIII);
- Parrocchia Madonna della Pace.

### Architetture civili
- Palazzo Mondìo (XVI secolo); ha subito nel corso dei secoli vari rifacimenti; nel 1735 ospitò per quasi un mese Carlo III di Spagna in visita a Messina e nel 1860 ospitò per venti giorni Nino Bixio durante la guerra per l'Unità d'Italia[1].

## Infrastrutture e trasporti
Posto lungo la ex strada statale 114, fra il 1892 e il 1951 il quartiere era servito dalla tranvia Messina-Giampilieri della SATS, elettrificata nel 1917.
Nella medesima località è presente una fermata del servizio ferroviario suburbano Messina-Giampilieri svolto da Trenitalia nell'ambito del contratto di servizio stipulato con la Regione Siciliana.
Contesse è collegata al centro cittadino dagli autoservizi ATM.

## Sport
L'A.S.D. Pol. Fc Contesse, è la squadra di calcio di Contesse, fondata nel 2007. Nella stagione 2011/2012, la compagine ha vinto il campionato di terza categoria e la supercoppa provinciale messinese. Nella stagione 2013/2014 l'A.S.D. Pol. Fc Contesse rinuncia a partecipare al campionato di seconda categoria rimanendo però affiliata alla FIGC per continuare l'attività giovanile. Nella stagione 2014/2015 la squadra partecipa al campionato di terza categoria. Al termine della stagione la squadra festeggia nuovamente la promozione in seconda categoria ottenuta grazie alla vittoria dei playoff. Nelle stagioni 2016/2017 e 2017/2018 l'A.S.D. Pol. Fc Contesse rinuncia ad iscrivere la prima squadra al campionato ma continua le attività federali relative al settore giovanile e scolastico così come accadde nella stagione 2013/2014. Nel 2018 l'A.S.D. Pol. Fc Contesse si affilia alla Federazione Italiana Sport Paralimpici e Sperimentali iniziando così l'attività sportiva con atleti con disabilità. Numerosi tesserati vengono convocati nella nazionale di calcio a 7 per cerebrolesi. Nell'atletica leggera paralimpica si registrano importanti successi con Umberto Marin ed Andrea Augimeri capaci di conquistare titoli e record italiani. Nel settembre 2020, in occasione dei campionati italiani di calcio a 7 per atleti con cerebrolesione organizzati dalla Fispes a Jesolo, l'A.S.D. Pol. Fc Contesse, guidata in panchina ancora da Andrea Argento, conquista un importante secondo posto dopo aver battuto, nel corso della competizione, l'A.S.D. Calcio Veneto For Disable che si è laureato poi campione d'Italia. Nel gennaio 2021 l'A.S.D. Pol. Fc Contesse si affilia alla Divisione Calcio Paralimpico e Sperimentale della Figc risultando la prima squadra siciliana della storia a farlo.